# 39e Match des étoiles de la Ligue nationale de hockey
Match précédent Match suivant
Le 39e Match des étoiles de la Ligue nationale de hockey a eu lieu le 9 février 1988 dans l'ancienne patinoire des Blues de Saint-Louis : la St. Louis Arena.

## Résumé
La conférence Prince de Galles guidé par l'entraîneur Mike Keenan, entraîneur des Flyers de Philadelphie ont battu les joueurs de Glen Sather des Oilers d'Edmonton sur le score de 6 buts à 5 à l'issue des prolongations. Mario Lemieux a remporté son second titre de MVP du match.
Au cours de cette édition, Lemieux marque trois buts et réalise trois aides alors que Mats Näslund réalise cinq passes décisives. Lemieux est donc présent sur les 6 buts de sa conférence.

## Joueurs sélectionnés
Conférence Prince de Galles
- G Ron Hextall, Flyers de Philadelphie
- G Patrick Roy, Canadiens de Montréal
- D Raymond Bourque, Bruins de Boston
- D Phil Housley, Sabres de Buffalo
- D Paul Coffey, Penguins de Pittsburgh
- D Mark Howe, Flyers de Philadelphie
- D Kjell Samuelsson, Flyers de Philadelphie
- D Brad McCrimmon, Flyers de Philadelphie
- A Tomas Sandström, Rangers de New York
- A Mats Näslund, Canadiens de Montréal
- A Mario Lemieux, Penguins de Pittsburgh
- A Kirk Muller, Devils du New Jersey
- A Kevin Dineen, Whalers de Hartford
- A Greg Adams, Capitals de Washington
- A Dave Poulin, Flyers de Philadelphie
- A Christian Ruuttu, Sabres de Buffalo
- A Cam Neely, Bruins de Boston
- A Peter Šťastný, Nordiques de Québec

Conférence Campbell
- G Mike Vernon, Flames de Calgary
- D Rob Ramage, Blues de Saint-Louis
- D Kevin Lowe, Oilers d'Edmonton
- D Gary Suter, Flames de Calgary
- D Al MacInnis, Flames de Calgary
- D Al Iafrate, Maple Leafs de Toronto
- A Wayne Gretzky, Oilers d'Edmonton
- A Steve Yzerman, Red Wings de Détroit
- A Mark Messier, Oilers d'Edmonton
- A Luc Robitaille, Kings de Los Angeles
- A Joe Nieuwendyk, Flames de Calgary
- A Glenn Anderson, Oilers d'Edmonton
- A Bob Probert, Red Wings de Détroit